# Pol Hermoso Torné
Pol Hermoso Torné (Barcelona, 4 de maig de 1995) és un actor català conegut per interpretar Uri a Merlí i Rubén Entrerríos a Alba.

## Biografia
Va començar la seva carrera en la ficció catalana participant en sèries com La sagrada família o Merlí. El 2016 va participar en el seu primer llargmetratge de la mà de Manuela Burló Moreno a Rumbos. També va participar en la pel·lícula Proyecto tiempo d'Isabel Coixet. El 2021 s'incorpora al repartiment principal de la sèrie Alba, una versió de la sèrie turca Fatmagül'ün Suçu Ne?.

## Filmografia

### Pel·lícula
- Rumbos (2016)
- Proyecto tiempo (2017)
- El pacto (2018)

### Televisió
- La sagrada família (2010-2011)
- Merlí (2015-2018)
- Centro médico (2015)
- Alba (2021)
- Sagrada familia (2022)